# Ninh Phú
Ninh Phú là một xã thuộc thị xã Ninh Hòa, tỉnh Khánh Hòa, Việt Nam.
Xã Ninh Phú có diện tích 58,47 km², dân số năm 1999 là 5.842 người, mật độ dân số đạt 100 người/km².